# Požiralnik
Požiralnik (latinsko esophagus) je del prebavne cevi med žrelom in želodcem. Ima kratek sredinski potek v vratnem predelu, nato vstopi skozi zgornjo odprtino v prsno votlino. V zgornjem medpljučju poteka za sapnikom nekoliko levo, križa levo sapnico, nato zavije desno, poteka za vezivnim osrčnikom (fibroznim perikardijem) ter zavije zopet v levo in poteka pred prsno aorto. Na obeh straneh ga spremljata oba živca klateža. V višini 10. prsnega vretenca prestopi trebušno prepono skupaj s klatežem in desnim freničnim živcem. V trebušni votlini poteka do kardije želodca in se konča v višini 12. prsnega vretenca.
Požiralnik je najožji del prebavne cevi in ima tri ožine. Prva je na prehodu spodnjega dela žrela v požiralnik, druga je pri križanju z levo sapnico, tretja pa ob prehodu skozi trebušno prepono.
Kot vsi cevasti organi je požiralnik zgrajen iz štirih plasti: sluznice, podsluznice, mišične plasti in adventicije. Notranja sluznica (tunica mucosa) je pokrita z večskladenskim ploščatim epitelijem in ima vzdolžne gube, ki v prečnem prerezu dajejo zvezdasto obliko. Podsluznica je razmeroma pičla, v njej pa so številni limfociti. V prvi tretjini je mišičje požiralnika prečnoprogasto, v drugi mešano (prečnoprogasto in gladko), v spodnji tretjini pa je samo gladko mišičje, ki je razporejeno v dve plasti. Zunanja plast poteka vzdolžno, notranja pa krožno. Tunica adventitia ga veže z okolico.

## Anatomija
Požiralnik poteka skozi tri telesne regije, zato ga delimo v tri dele:
- vratni del (pars cervicalis ali pars colli) – leži v vratu med sapnikom in hrbtenico približno v sredinski ravnini. Sprednja stena se prislanja na sapnik, zadnja na prevertebralno polo globoke vratne fascije (lamina praevertebralis fasciae cervicalis), ki ovija mišice ob hrbtenici;
- prsni del (pars thoracica) – v prsni votlini se spušča navzdol skozi zadnji del medpljučja (mediastinum posterior) na desni strani descendentne aorte (aorta descendens);
- trebušni del (pars abdominalis) – je kratek in ima obliko prisekanega stožca, katerega široka baza prehaja v želodec.

## Naloge
Glavni nalogi požiralnika sta prenos zalogaja hrane iz grlnega dela žrela (hipofarinksa) v želodec in preprečevanje zatekanja želodčne vsebine v nasprotno smer.